# ハラルト・ゲンツマー
ハラルト・ゲンツマー（Harald Genzmer、1909年2月9日 - 2007年12月16日）は、ドイツの現代音楽の作曲家。

## 経歴
1909年、ブレーメン近郊のブルーメンタールで生まれた。1928年からベルリン音楽大学でパウル・ヒンデミットに作曲を師事した。1934年から1937年まで、ブレスラウ歌劇場でコレペティートーアとして働いた。1936年、ベルリンオリンピック芸術競技で『走者』が銅メダルを獲得した。
第二次世界大戦中はクラリネット奏者として軍務についた。1946年からフライブルク音楽大学で教職につき、1957年から1974年までの間、ミュンヘン音楽大学で教鞭をとった。2007年12月16日、ミュンヘンにて98歳で死去。

## 教えを受けた学生
著名な門下生の作曲家にはエジプトのガマル・アブデル・ラーヒム、日本の柳田孝義などがいる。

## 作曲作品
作品は舞台音楽（バレエ1曲）を除いて多岐に渡り、5曲の交響曲を含む管弦楽曲、ピアノやオルガン、トラウトニウムなどのために書いた協奏曲、ピアノ曲、室内楽曲などを多数残した。

## 関連文献
- Lukas, Victor.  Reclams Orgelmusikfürer.  Stuttgart: Philipp Reclam Jun., 1992.
- Peter Donhauser: Elektrische Klangmaschinen. Böhlau, Wien 2007.